# Giuseppe Federico Mancini
Giuseppe Federico Mancini (Perugia, 23 dicembre 1927 – Bologna, 21 luglio 1999) è stato un giurista italiano, titolare della cattedra di diritto del lavoro (Urbino, Bologna, Roma), poi di diritto privato comparato (Bologna), membro del Comitato centrale del Partito socialista italiano, membro del Consiglio superiore della magistratura, giudice della Corte di Giustizia delle Comunità europee.

## Biografia e attività accademica
Nasce a Perugia nel 1927, per poi trasferirsi, prima ancora del termine della seconda guerra mondiale a Bologna, dove nel 1949 si laurea in giurisprudenza. Successivamente si perfeziona in Francia (Università della Sorbona di Parigi), Austria (Università di Salisburgo) e nel 1951-1952 negli Stati Uniti, presso la Chicago University. Tornato in Italia, è tra i massimi artefici, con Nicola Matteucci e Luigi Pedrazzi, dell'avvio e sviluppo della rivista Il Mulino che successivamente avrebbe dato vita all'omonima casa editrice (1954). Nel 1965, dopo alcuni anni passati come professore incaricato ad Urbino e ad Ancona, diviene titolare della cattedra di diritto del lavoro presso l'Università di Bologna, che mantiene fino al 1979, anno in cui passa ad insegnare la stessa materia a Roma, presso l'Università della Sapienza. Nel 1982 torna ad insegnare presso l'Università di Bologna, in qualità di titolare della cattedra di diritto privato, fino al 1988, anno in cui viene nominato giudice della Corte di Giustizia Europea.
Caposcuola di quella che viene definita come "Scuola di Bologna", vanta tra i suoi allievi e collaboratori alcuni dei principali docenti e studiosi della materia, come Marco Biagi, Pier Giovanni Alleva, Franco Carinci, Marcello Pedrazzoli, Gian Guido Balandi, Luigi Mariucci, Pietro Zanelli e Stefania Scarponi. Nel 1972, assieme ai colleghi e fondatori della Scuola bolognese, Luigi Montuschi, Umberto Romagnoli e Giorgio Ghezzi ha redatto il Commentario allo Statuto dei diritti dei lavoratori per la casa editrice Zanichelli.
Intensa è l'attività di conferienziere su invito di alcuni prestigiosi Istituti ed università italiani ed esteri. Fra questi ultimi ricordiamo la London School of Economical and Political Science di Londra e la Harvard University che nel 1997 istituisce, in onore di Mancini, l'Annual G. F. Mancini Prize in European Law.
Giuseppe Federico Mancini si spegne a Bologna nel 1999.

## Attività politica e giurisdizionale
Appartenente al Comitato centrale del PSI (1972-1982), nel 1976 è eletto membro del Consiglio superiore della magistratura su designazione parlamentare, incarico che esercita fino al 1981. In quest'ultimo anno, dopo avere scritto un articolo sull'Avanti! in cui prefigura la separazione delle carriere dei giudici (con un rapporto tra l'ufficio del pubblico ministero ed il governo), viene proposto dal segretario socialista Craxi come giudice della Corte costituzionale. Contro questa candidatura si salda una maggioranza tra la sinistra della DC ed il PCI che per ben sei volte impedisce a Mancini di raggiungere il quorum di tre quinti del Parlamento in seduta comune. Craxi preferisce allora ritirare la candidatura di Mancini e il governo italiano lo designa come avvocato generale alla Corte di giustizia (1982-1988). Nel 1988 diviene finalmente giudice della Corte di giustizia delle Comunità europee. Manterrà tale incarico fino alla morte, sopravvenuta nel 1999.

## Opere (selezione)
Fra le pubblicazioni più significative di Giuseppe Federico Mancini segnaliamo:
- Il pensiero politico nell'età di Roosevelt, Bologna, Il Mulino, 1962
- Il diritto sindacale, Bologna, Il Mulino, 1971
- Statuto dei diritti dei lavoratori (edizione universitaria), Bologna, Zanichelli, 1972
- Costituzione e movimento operaio, Bologna, Il Mulino, 1976
- Lo Statuto dei lavoratori: un bilancio politico. Nuove prospettive del Diritto del lavoro e democrazia industriale, Bari, De Donato, 1977
- Terroristi e riformisti, Bologna, Il Mulino, 1981
- Democrazia e costituzionalismo nell'Unione europea, Bologna, Il Mulino, 2004 (postumo)